# Référendum irlandais de 2009 sur le traité de Lisbonne
Un référendum constitutionnel a eu lieu en Irlande le 2 octobre 2009 pour rendre possible la ratification du traité de Lisbonne, après le rejet lors du référendum constitutionnel irlandais de 2008.
Techniquement, ce second référendum porte comme le précédent sur le vingt-huitième amendement à la Constitution, projet de loi déposé par le Gouvernement irlandais le 8 juillet 2009 destiné à amender la Constitution de l'Irlande dans le but de pouvoir ratifier le traité de Lisbonne relatif aux institutions de l'Union européenne.

## La campagne pour le référendum

### Participants
| Parti politique               | Leader politique               | Vote |
| ----------------------------- | ------------------------------ | ---- |
| Cóir                          | Richard Greene                 | Non  |
| Fianna Fáil                   | Brian Cowen, Micheál Martin    | Oui  |
| Fine Gael                     | Enda Kenny                     | Oui  |
| Generation Yes                | Andrew Byrne                   | Oui  |
| Parti vert (Irlande)          | John Gormley                   | Oui  |
| Ireland for Europe            | Pat Cox                        | Oui  |
| Parti travailliste (Irlande)  | Eamon Gilmore                  | Oui  |
| The Liberals                  | Neil Nelligan                  | Oui  |
| Libertas                      | Declan Ganley                  | Non  |
| National Platform             | Anthony Coughlan               | Non  |
| Peace and Neutrality Alliance | Roger Cole                     | Non  |
| Socialist Workers Party       | Richard Boyd Barrett           | Non  |
| People's Movement             | Patricia McKenna               | Non  |
| Sinn Féin                     | Gerry Adams, Mary Lou McDonald | Non  |
| Socialist Party               | Joe Higgins                    | Non  |
| We Belong                     | Olivia Buckley                 | Oui  |
| Workers' Party of Ireland     | Mick Finnegan                  | Non  |

## Résultats
|            | Nombre    | Pourcentage des inscrits |
| ---------- | --------- | ------------------------ |
| Inscrits   | 3 132 475 | 100 %                    |
| Abstention | 1 316 377 | 42,02 %                  |
| Votants    | 1 816 098 | 57,98 %                  |

|                | Nombre    | Pourcentage des votants |
| -------------- | --------- | ----------------------- |
| Votants        | 1 816 098 | 100 %                   |
| Blancs ou nuls | 7 274     | 0,4 %                   |
| Exprimés       | 1 808 874 | 99,6 %                  |

| Non : 594 606 (32.87%) |  |  | Oui : 1 214 268 (67.13%) |
| ▲                      |  |  |                          |